# Kościelisko (gmina)
Pour le village, voir Kościelisko.
Kościelisko est une gmina rurale du powiat de Tatras, Petite-Pologne, dans le sud de la Pologne, à la frontière avec la Slovaquie. Son siège est le village de Kościelisko, qui se situe environ 5 km à l'ouest de Zakopane et 86 km au sud de la capitale régionale Cracovie.
La gmina couvre une superficie de 136,37 km2 pour une population de 8 035 habitants.

## Géographie
La gmina inclut les villages de Dzianisz, Kościelisko et Witów.
La gmina borde la ville de Zakopane et les gminy de Czarny Dunajec et Poronin. Elle est également frontalière de la Slovaquie.